# Rachele Mussolini
Donna ("Mevrouw") Rachele Mussolini, geboren als Rachele Guidi (Predappio, 11 april 1890 – Villa Carpena, 30 oktober 1979), was de vrouw van Benito Mussolini, de moeder van Romano Mussolini en de grootmoeder van Alessandra Mussolini.
Haar familie bestond uit arme boeren. In 1910 ging ze met Benito Mussolini samenwonen om op 17 december 1915 voor de wet te trouwen. Pas in 1925 zou het kerkelijk huwelijk volgen. Rachele baarde vijf kinderen en was bereid om Benito's buitenechtelijke escapades te negeren. Ze werd door de overheid beschouwd als voorbeeld voor huisvrouwen en moeders onder het fascisme.
Rachele bleef Benito trouw tot diens dood en werd in 1945 gearresteerd door Italiaanse partizanen in Zwitserland. Zij droegen haar over aan de Amerikanen, die haar na enkele maanden vrijlieten. Later zou ze een restaurant uitbaten en een overheidspensioen ontvangen.

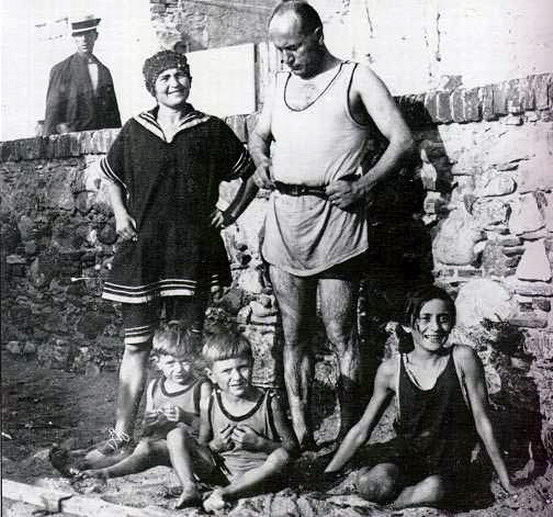
De familie Mussolini met links Rachele Guidi